# Guangzhou Power
I Guangzhou Power sono stati una squadra di football americano di Canton, in Cina, fondata nel 2016 e chiusa nel 2018.

## Dettaglio stagioni

### Tornei nazionali

#### Campionato

##### CAFL
| Stagione | regular season | regular season | regular season | regular season | regular season | regular season | playoff | playoff | playoff | playoff | playoff | playoff      | playoff             |
|          | Vin            | Par            | Per            | Tot            | PF             | PS             | Vin     | Per     | Tot     | PF      | PS      | risultato    | avversaria          |
| -------- | -------------- | -------------- | -------------- | -------------- | -------------- | -------------- | ------- | ------- | ------- | ------- | ------- | ------------ | ------------------- |
| 2016     | 2              | 0              | 3              | 5              | 186            | 184            | 0       | 1       | 1       | 52      | 57      | Quarto posto | Shanghai Skywalkers |
| Totale   | 2              | 0              | 3              | 5              | 186            | 184            | 0       | 1       | 1       | 52      | 57      |              |                     |

Fonti: Enciclopedia del Football - A cura di Roberto Mezzetti